# Хосилот (район Рудаки)
Хосилот (тадж. Ҳосилот, до 2008 года — Янгиобод) — село в районе Рудаки Республики Таджикистан. 
Входит в состав джамоата (сельской общины) Чимтеппа района Рудаки.
Находится недалеко от г. Душанбе, на расстоянии 9 км от райцентра (пгт. Сомониён) и 3 км от центра общины (село Гулпарвар).
Население — 2594 чел. (2017).